# Tandlægeloven
Bekendtgørelse af lov om tandlæger (i daglig tale blot Tandlægeloven) var indtil 1. januar 2007 den lov, hvori tandlægernes – inklusiv specialtandlægernes – virke samt autorisations- og videreuddannelsesbestemmelser var beskrevet.
1. januar 2007 blev Tandlægeloven afløst af Autorisationsloven – Lov om autorisation af sundhedspersoner og om sundhedsfaglig virksomhed – hvor tandlægers virke samt autorisations- og videreuddannelsesbestemmelser beskrives i § 47-51.

## Eksterne kilder og henvisninger
- Bekendtgørelse af 26. maj 1976 af lov om tandlæger (gældende indtil 1. januar 2007)
- Bekendtgørelse af 22. maj 2006 af lov om autorisation af sundhedspersoner m.m., § 47-51 (gældende siden 1. januar 2007)